# جامعة واينسبرغ
جامعة واينسبرغ هي جامعة خاصة تَأسست حوالي عام 1850 في واينسبرغ. تُقدم الجامعة برامج البكالوريوس والدراسات العليا في أكثر من 70 تجمعًا أكاديميًا، وتسجل أكثر من 2500 طالب، بما في ذلك حوالي 1800 طالب جامعي.

## التاريخ
تكريماً للجنرال أنتوني واين، تأسست الجامعة عام 1849م باسم "كلية واينزبرج" من قبل كنيسة كمبرلاند المشيخية - التابعة الآن للكنيسة المشيخية (الولايات المتحدة الأمريكية) - وتم تأسيسها رسمياً بموجب ميثاق من كومنولث بنسلفانيا (بالإنجليزية: commonwealth pennsylvania)‏ في عام 1850م.